# Спомен-подручје Тичан
Спомен-подручје Тичан настало је у спомен на 84 погинула борца, 11. октобра 1943. године, где су слабо наоружани партизани и локално становништво Вишњана и околине покушали да зауставе Ромелов „Афрички корпус“ на путу према Пули. Након пада Италије, немачким подморницама које су дејствовале у Медитерану, била је потребна  пулска лука, па су, за тај важан посао, послали ветеране из афричке кампање. Покушај заустављања довело је до страдања свих који су се затекли на простору Тичана. Начин хладнокрвне егзекуције, пуцање рањеницима у главу и смотра лешева, нису никад заборављене. Иако је након тога већина становништва живела у страху, преостали партизани су појачали дејство. Међу њима се посебно истакнуо народни херој Јозо Шуран.
Централни споменик је дело инжењера Зденка Силе из Ријеке, а састоји се од седам у простору слободно постављених блокова од меког истарског камена. На овим блоковима су дубоко урезани симболи: ранкун, лемеш, мотика, бат, виле, стругало, косир, бадиљ, копача, срп, секира, цртало од ралице. 
На седмом, лежећем ступу, стоји натпис: „Испуњени горчином тежачког живота отаца наших, дједова наших, кроз вјекове кренусмо у борбу с вјером у побједу за слободу човјека, за свјетлију будућност своје дјеце и своје браће на прагу домова својих у неравној борби с поробљивачима народа нас осамдедетчетворица погибосмо овдје за братство нових покољења.“